# Juan Aparicio López
 (mai 2022).
La mise en forme du texte ne suit pas les recommandations de Wikipédia : il faut le « wikifier ».
Les points d'amélioration suivants sont les cas les plus fréquents. Le détail des points à revoir est peut-être précisé sur la page de discussion.
- Les titres sont pré-formatés par le logiciel. Ils ne sont ni en capitales, ni en gras.
- Le texte ne doit pas être écrit en capitales (les noms de famille non plus), ni en gras, ni en italique, ni en « petit »…
- Le gras n'est utilisé que pour surligner le titre de l'article dans l'introduction, une seule fois.
- L'italique est rarement utilisé : mots en langue étrangère, titres d'œuvres, noms de bateaux, etc.
- Les citations ne sont pas en italique mais en corps de texte normal. Elles sont entourées par des guillemets français : « et ».
- Les listes à puces sont à éviter, des paragraphes rédigés étant largement préférés. Les tableaux sont à réserver à la présentation de données structurées (résultats, etc.).
- Les appels de note de bas de page (petits chiffres en exposant, introduits par l'outil «  Source ») sont à placer entre la fin de phrase et le point final[comme ça].
- Les liens internes (vers d'autres articles de Wikipédia) sont à choisir avec parcimonie. Créez des liens vers des articles approfondissant le sujet. Les termes génériques sans rapport avec le sujet sont à éviter, ainsi que les répétitions de liens vers un même terme.
- Les liens externes sont à placer uniquement dans une section « Liens externes », à la fin de l'article. Ces liens sont à choisir avec parcimonie suivant les règles définies. Si un lien sert de source à l'article, son insertion dans le texte est à faire par les notes de bas de page.
- La présentation des références doit suivre les conventions bibliographiques. Il est recommandé d'utiliser les modèles {{Ouvrage}}, {{Chapitre}}, {{Article}}, {{Lien web}} et/ou {{Bibliographie}}. Le mode d'édition visuel peut mettre en forme automatiquement les références.
- Insérer une infobox (cadre d'informations à droite) n'est pas obligatoire pour parachever la mise en page.

Pour une aide détaillée, merci de consulter Aide:Wikification.
Si vous pensez que ces points ont été résolus, vous pouvez retirer ce bandeau et améliorer la mise en forme d'un autre article.
 (avril 2025).
Le contenu est difficilement compréhensible vu les erreurs de traduction, qui sont peut-être dues à l'utilisation d'un logiciel de traduction automatique.
Juan Aparicio López (Guadix, 29 juillet 1906 - Madrid, 17 avril 1987) est un journaliste et homme politique espagnol, délégué national et président-directeur général de la presse pendant la dictature franquiste. Il est responsable de la censure du régime, exerçant un contrôle important sur la presse. À l'origine jonsistas, il adhère à une vision radicalement fasciste de l'Espagne de Franco.

## Biographie

### Formation et militantisme
Il est l'aîné de sept frères. La mort de son père en 1921, alors qu'il a quatorze ans, l'oblige à exercer des responsabilités dans une famille pauvre. Il obtient son baccalauréat à l'Institut d'Almería. En 1922, il entame ses études de droit à l'Université de Grenade, où il a pour professeur le socialiste Fernando de los Ríos. Il donne des signes précoces de sa vocation journalistique. En 1925, il participe à la revue El Estudiante. Semanario de la juventud española (L'Etudiant. Hebdomadaire de la jeunesse espagnole), éditée à Madrid, sous la direction de Rafael Giménez Siles.
En 1928, il déménage à Madrid. Il entre en contact avec Ernesto Giménez Caballero et sa revue, La Gaceta Literaria, à laquelle il a déjà envoyé des chroniques depuis sa Guadix natale. Proche politiquement du communisme, il évolue à partir de 1930 vers l'idéologie fasciste. Admirateur d'Unamuno et de Baroja, il se montre toujours réticent face à l'enseignement d'Ortega y Gasset, à la différence de la plupart des intellectuels de son environnement idéologique.
Au début de l'année 1931, il figure aux côtés de Ramiro Ledesma Ramos — de qui il devient le plus fidèle collaborateur— dans la publication du périodique «La Conquista del Estado», ainsi que dans la fondation de l'hebdomadaire et groupe politique du périodique, où il est secrétaire. Il est l'un des fondateurs des Juntas d'Ofensiva Nacional-Sindicalista en octobre 1931. Il s'implique aussi dans la création de l'hebdomadaire El Fascio, en assistant aux réunions préparatoires et dans l'unique numéro duquel publié le 16 mars 1933, apparaissent deux de ses textes : « 1915-1931. La camisa negra » (avec sa signature); et «El emblema de las Jons» (signé J. A.). Il collabore aussi avec l'hebdomadaire jonsista Igualdad, édité à Valladolid.
Un rôle majeur lui est attribué dans la création d'éléments emblématiques du mouvement fasciste espagnol. Aparicio suggère le symbole de l'arc et des flèches de manière involontaire, ainsi que les slogans de la triple invocation de l'Espagne, "Una, Grande y libre", et celui de "por la Patria, el pan y la justicia".
Lorsque les JONS convergent avec la Phalange Espagnole et s'unifient, en 1934, il est désigné par la Junte de Commandement membre du premier Conseil National de la Phalange espagnole des JONS. En plus de collaborer dans la presse du parti (la revue J.O.N.S., de laquelle il est secrétaire de rédaction, et l'hebdomadaire F.E.), il contribue dans la presse nationale, avec les quotidiens El Sol et Informaciones.
À la suite de la scission commencée par Ramiro Ledesma Ramos en janvier 1935, il s'écarte de la Phalange et se lie à deux entreprises de l'Éditorial Catholique en tant que professeur de l'école de journalisme d'El Debate et comme éditorialiste du quotidien Ya.

### Guerre civile
Il se marie en juin 1936 et quand la guerre civile éclate, il rejoint le camp nationaliste, en s'établissant à Ávila. Il y rencontre Ernesto Giménez Caballero et se rend à Salamanque, où se trouve la Caserne Générale de Franco, pour intégrer le rudimentaire appareil de Presse et Propagande organisé sous les ordres de Millán Astray. Dans la capitale du Tormes Aparicio dirige le quotidien La Gaceta Regional, sans montrer —selon Ridruejo— trop d'intérêt pour le mouvement phalangiste.

### Franquisme
Depuis 1939, il est une figure clef dans la réorganisation de la presse du régime franquiste, sous lequel il assume plusieurs responsabilités politiques. Le 16 octobre 1941, il est nommé Délégué national de la Presse, jusqu'en 1945, au sein du vice-secrétariat de l'Éducation populaire et fonde à Madrid l'École officielle de journalisme. « Il cultivait alors —rappelle des années après Dionisio Ridruejo sa ressemblance avec le Napoléon de l'époque impériale. Il a une mémoire pareille aux archives».
Ami personnel de l'homme fort de la propagande nazie en Espagne Hans Lazar, il est qualifié par Manuel Ros Agudo comme l'une des « créatures de Lazar ». Lazar, qui a disposé d'un vaste réseau de collaborateurs, est parvenu à contrôler une grande partie de la presse espagnole pendant la Seconde Guerre mondiale.
Depuis son poste officiel, il impose des normes idéologiques rigides et implacables et la censure à la presse, mais il agit aussi à plusieurs reprises en faveur d'écrivains et journalistes républicains non conformes à la ligne officielle. Dionisio Ridruejo, qui est opposé politiquement à Aparicio, l'a reconnu explicitement dans ses mémoires : « Bien que certaines attitudes d'Aparicio m'irritaient beaucoup, je ne peux pas ignorer [...] que comme président-directeur général (dans les années 40), contre ses préjugés et ressentiments, il avait avantagé de nombreuses personnes, avait ouvert des possibilités de promotion à beaucoup de jeunes et avait permis le maintien de certaines publications [...] grâce auxquelles, le fil de la tradition littéraire espagnole ne s'est pas rompu ». Dans ce sens, il faut souligner pour leur intérêt littéraire et culturel les revues qu'il a favorisé : El Español, Fantasía, Así es, Fénix et La Estafeta Literaria.
Il est également procureur aux Cortes franquistes en sa qualité de conseiller national pendant la première législature de ladite assemblée parlemntaire (1943-1946). Il l'est à nouveau, de façon ininterrompue, dans les législatures  successives de 1949 à 1967, en représentation de l'Organisation syndicale et par désignation du Chef de l'État.
En 1946, il est nommé directeur du quotidien Pueblo, jusqu'en 1951. Avec la création du ministère de l'Information et du Tourisme, il occupe à nouveau un poste à la Délégation Nationale de la Presse, jusqu'au relais gouvernemental de 1957,.
En 1955 il fonde le Concours national de habaneras de Torrevieja (actuellement Concours international de habaneras et polyphonie de Torrevieja), déclaré d'intérêt touristique international.
En 1957 il est nommé conseiller d'information de l'Ambassade de l'Espagne au Quirinal. Un an après, il devient brièvement directeur de l'Association de journalistes, et termine sa carrière comme professeur à l'École officielle de Journalisme.
À la fin de la décennie 1960, il collabore avec Diario SP, publication de ligne phalangiste dirigée par Rodrigo Royo.

### Dernières années
Dans les dernières années du franquisme et pendant la transition démocratique, il continue à publier avec assiduité dans la presse espagnole, en faisant preuve d'une mémoire prodigieuse et d'un « style baroque voire labyrinthique ». Il collabore fréquemment avec La Vanguardia de Barcelone, et avec le quotidien madrilène El Alcázar, où il entame —à la fin des années soixante-dix— une série d'articles mémoriels[Quoi ?].
Le 29 mai 1986, à l'approche de son quatre-vingtième anniversaire, ses collègues journalistes —beaucoup d'anciens élèves de l'École officielle de journalisme qu'il a fondé — lui rendent hommage.
Il est mort à l'âge de quatre-vingt ans à Madrid, dans sa maison de la rue Alberto Aguilera.

## Œuvres publiées
- JONS. Anthologie et prologue de Juan Aparicio, Barcelone, Édition nationale, 1939.
- La Conquête de l'État. Anthologie et prologue de Juan Aparicio, Barcelone, Éditions FOI, 1939.
- Histoire d'un chien gonflé, Madrid, Afrodisio Aguado, s. F. (ca. 1940)
- Espagnols avec clef, Barcelone, Luis de Caralt, 1945.
- Anniversaire de la Conquête de l'État, Madrid, Publications espagnoles, 1951.

## Distinctions
- Commandeur de l'Ordre de Cisneros (1944)[20]
- Grand Croix de l'Ordre du Mérite civil (1952)[21]